# Bridge Eyot
Bridge Eyot, auch als Bridge Ait bekannt, ist eine Insel in der Themse in England flussaufwärts der Maidenhead Bridge und des Bray Lock, nahe Maidenhead, Berkshire. Die Insel gehört dem Royal Borough of Windsor and Maidenhead.
Die Insel ist mit Bäumen bewachsen und es gibt eine sehr kleine Insel zwischen ihr und dem gerade flussaufwärts gelegenen Grass Eyot.